# ОШ „Војислав Илић” Крупа на Врбасу
ОШ „Војислав Илић” је једна од основних школа на подручју Града Бања Лука. Налази се у мјесној заједници Крупа на Врбасу на адреси Крупа на Врбасу бб. Име је добила по Војиславу Илићу, српском пјеснику.

## Историјат
Према Митру Папићу, школске 1910/1911. године у овом селу је отворена државна основна школа, али постоје подаци да је 1906. у Крупи на Врбасу изграђена школска зграда, па се може претпоставити да је школа постојала и раније. Шездесетих година школски објекат је дограђен, а школа је прерасла у осмогодишњу. Школске 1964/1965. имала је 1.646 ученика и 30 наставника, а 1970/1971. – 1.820 ученика и 50 наставника. Послије земљотреса 1969. саграђена је нова школска зграда. До 1993. школа је носила име народног хероја Раде Врањешевић, а отад носи садашњи назив. Школске 2007/2008. године ОШ „Војислав Илић“ имала је 349 ученика и 33 наставника, а 2021/2022. – 190 ученика, 28 наставника и два вјероучитеља православне вјеронауке. У саставу ове школе биле су подручне школе: деветогодишња у селу Бочац (отворена 1922), те петогодишње у селу Крмине (отворена педесетих година ХХ вијека), Агином Селу (1960), и у крупском засеоку Леденице (отворена
шездесетих година). Школска зграда у Бочцу изграђена је тридесетих година, а 1975. подигнут је нови објекат. Радила је као самостална под називом ОШ „Партизански курири“ до 1983, када је постала подручна и ушла у састав школе у Крупи на Врбасу. Због малог броја ученика, угашене су подручне школе у крупским засеоцима Рацуне (1996) и Шумњаци (2015), те у селу Рекавице
(2011). Пуне основне школе имају спортске сале и спортске терене. Школска библиотека има око 21.800 књига (2022).